# Auguste Ferdinande của Áo

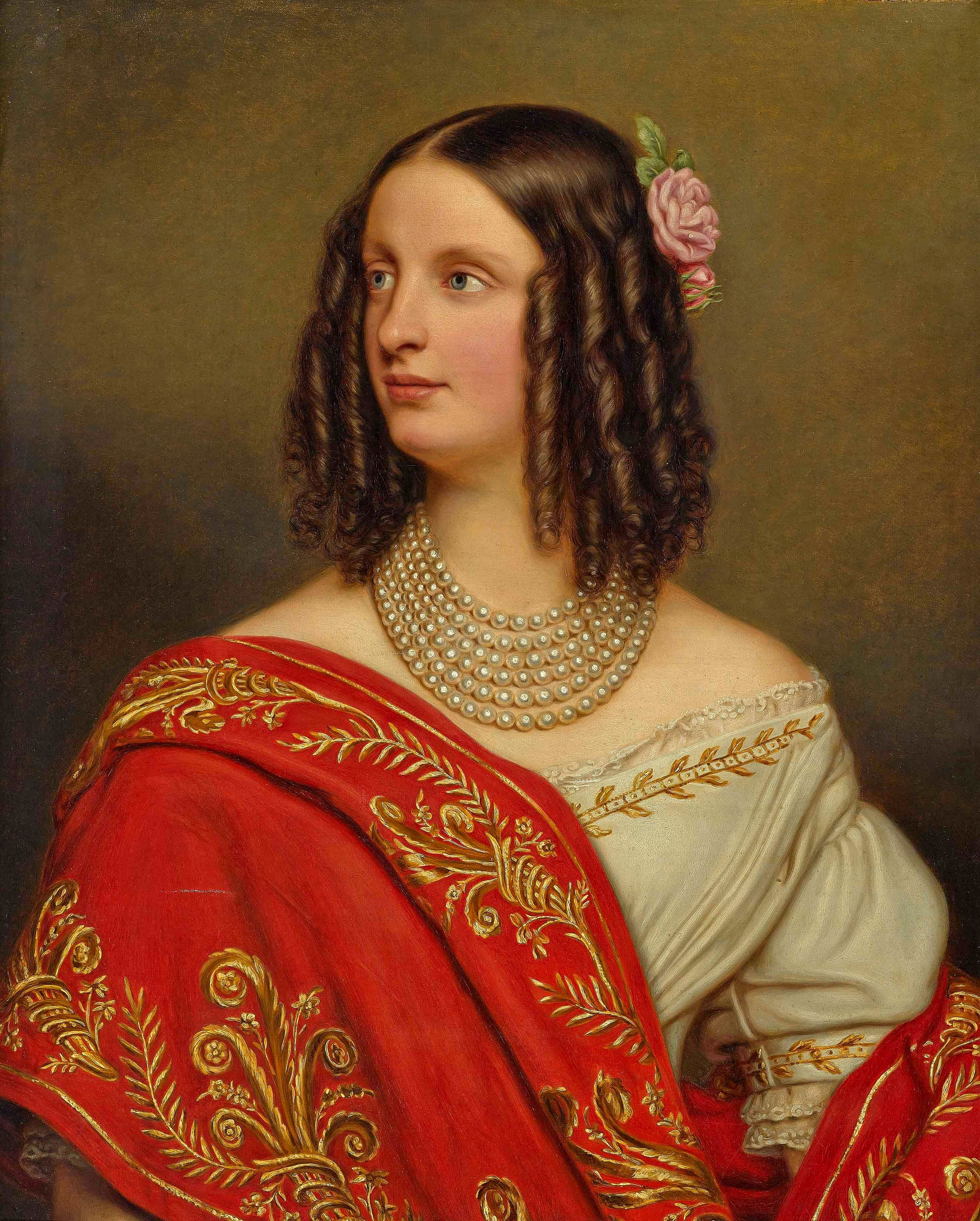
Auguste Ferdinande của Áo.

Auguste Ferdinande của Áo, sinh năm 1825 và mất năm 1864. Bà là con gái của Leopoldo II xứ Toscana và Maria Anna của Sachsen de Saxe. Auguste kết hôn năm 1844 với Luitpold của Bayern. Họ có bốn người con:
- Ludwig II của Bayern
- Leopold của Bayern
- Therese của Bayern (1850-1925), bà trở thành tu viện trưởng của tu viện Sainte-Anne ở München
- Arnolf của Bayern (1852-1907), ông kết hôn năm 1882 với Thérèse của xứ Liechtenstein (có người nối dõi)